# Tilst Sogn
Tilst Sogn er et sogn i Århus Vestre Provsti (Århus Stift).
I 1800-tallet var Kasted Sogn anneks til Tilst Sogn. Begge sogne hørte til Hasle Herred i Århus Amt. Tilst-Kasted sognekommune blev ved kommunalreformen i 1970 indlemmet i Aarhus Kommune.
I Tilst Sogn ligger Tilst Kirke.
I sognet findes følgende autoriserede stednavne:
- Brendstrup (bebyggelse, ejerlav)
- Brendstrupgård (landbrugsejendom)
- Geding (bebyggelse, ejerlav)
- Råhøj (areal)
- Tilst (bebyggelse, ejerlav)
- Todderup (bebyggelse)
- Tvillinghøje (bebyggelse)